# Rondibilis perakensis
Rondibilis perakensis là một loài bọ cánh cứng trong họ Cerambycidae.